# Список плазунів Бельгії
У цьому списку наведено всі види плазунів, які трапляються на території Бельгії, а також ті, які потенційно можуть бути новими видами для цієї країни. Основою для створення статті стали списки на двох герпетологічних сайтах: сайті HYLA, дочірньої організації природоохоронної асоціації «Natuurpunt», яка зосереджена на збереженні природи Фландрії, та сайті «Rainne» — герпетологічної складової організації «Natagora», яка охороняє та досліджує природу Валлонії та Брюсселю.
Герпетофауна Бельгії невелика — усього 7 видів (4 види ящірок та 3 види змій), 7 родів, 5 родин та 1 ряд рептилій. У Фландрії мешкають 6 видів плазунів, Валлонія є дещо «багатшою»: тут можна натрапити на всі 7 видів рептилій, включно з Lacerta agilis, яка не трапляється у Фландрії. У деяких джерелах наявні дані про інтродукцію Trachemys scripta, однак ні HYLA, ні «Rainne» не включають її до локальної герпетофауни. Emys orbicularis наведена на деяких сайтах як вимерлий вид: востаннє черепаха заселяла територію Бельгії в часи раннього голоцену, за вищої середньої температури. Опісля падіння температури, умови для проживання зникли.  
Поширеність видів неоднорідна: Zootoca vivipara поширена по всій країні, тоді як ареал Lacerta agilis обмежений суто Бельгійською Лотарингією. Так само різниться і чисельність популяцій та природоохоронний статус. У Валлонії з 7 видів один (Vipera berus) перебуває на межі зникнення, ще 2 (Lacerta agilis та Coronella austriaca) під загрозою вимирання, Natrix helvetica та Podarcis muralis близькі до загрозливого ставу, решту плазунів перебувають у статусі «найменшого ризику». У Фландрії 3 види (Natrix helvetica, Vipera berus, Coronella austriaca) під загрозою вимирання, Zootoca vivipara та Anguis fragilis у найменшій загрозі зникнення, а щодо Podarcis muralis немає достатньо надійних даних.

## Список

### Легенда
| VU | Vulnerable      | Уразливі види                       |
| NT | Near Threatened | Види, близькі до загрозливого стану |
| LC | Least Concern   | Найменший ризик                     |

Для плазунів наведений їхній статус у ЄЧС (виділений жирним шрифтом — VU, EN, LC), якщо такий існує. Якщо європейський статус відсутній, то наведено глобальний (звичайним шрифтом — VU, LC, NT). Якщо і такий статус відсутній, то в клітинці стоїть прочерк («-»).
Під українською вернакулярною назвою рептилій наведена локальна вернакулярна назва (у випадку Бельгії — нідерландською та французькою), якщо така існує.

### Підтверджені плазуни
| Українська назва                                                | Біноміальна назва                     | Родина     | Ряд      | Статус ЄЧС/МСОП | Ареал проживання | Зображення | Виноски                     |
| --------------------------------------------------------------- | ------------------------------------- | ---------- | -------- | --------------- | --- | ---------- | --------------------------- |
| Веретільниця ламка нід. hazelworm фр. orvet fragile             | Anguis fragilis Linnaues, 1758        | Anguidae   | Squamata | LC              | Ящірка трапляється по всій країні. Полюбляє різноманітні ліси, часто на неї можна натрапити у місцях переходу густої лісової рослинності до більш трав'яної чи чагарникової, наприклад на узліссях чи на лісових галявинах. Не є рідкістю зустріти її біля боліт чи каналів, на насипах уздовж колій, на луках та закинутій ріллі. |            | [ 5 ] [ 6 ] [ 7 ]           |
| Мідянка звичайна нід. gladde slang фр. coronelle lisse          | Coronella austriaca Laurenti, 1768    | Colubridae | Squamata | LC              | У Валонії поширена на південь від рік Самбр та Маас. У Фландрії мешкає у декількох місцинах: на півночі плато Кемпен (природний парк «Калмтхаутське пустище»), у долині Зіпбеку біля Зутендалю та Ланакену, уздовж невеличкої річки Кікбекпоблизу Маасмехелену. Полюбляє теплі місцини на узліссях чи лісових галявинах, поля та пустища, насипи уздовж залізничних шляхів. |            | [ 8 ] [ 9 ] [ 10 ] [ 11 ]   |
| Ящірка прудка нід. zandhagedis фр. lézard des souches           | Lacerta agilis Linnaeus, 1758         | Lacertidae | Squamata | LC              | Ареал проживання обмежений Лотарингією. Мешкає у вересових чагарниках, серед трави на полях, у піщаних чи кам'янистих місцинах, як-от кар'єри чи насипи уздовж колій, у сільськогосподарських угіддях. |            | [ 12 ] [ 13 ]               |
| Ящірка мурова нід. muurhagedis фр. lézard des murailles         | Podarcis muralis (Laurenti, 1768)     | Lacertidae | Squamata | LC              | Основна популяція в Бельгії мешкає в долині Массу та її приток, виключенням є більша частина долини Самбру та Семуа. Ізольована популяція існує неподалік Турне. Для Фландрії ящірка є алохтонним видом, описують щонайменше 19 місцин, де вона активно розмножується, особливо активно це відбувається в Мехелені, Левені та Кортермаку. Невибагливий вид, який, однак, надає перевагу написам уздовж транспортних комунікацій, кам'яним руїнам та мурам, кладовищам, закинутим кар'єрам. |            | [ 14 ] [ 15 ] [ 16 ] [ 17 ] |
| Ящірка живородна нід. levendbarende hagedis фр. lézard vivipare | Zootoca vivipara (Lichtenstein, 1823) | Lacertidae | Squamata | LC              | Ящірка поширена по території всієї країни, особливо на півдні, єдиним виключенням є мулисті ґрунти в Середній Бельгії та Пеї-де-Ерв. Проживає у різноманітних біотопах, але насамперед надає перевагу місцинам з достатньою вологістю (вересові пустища, луки, болота, береги струмків), втім не гидує рідколіссям, узліссям, узбіччями доріг, насипами вздовж колій, живоплотами, садами.                                                                                                 |            | [ 18 ] [ 19 ] [ 20 ] [ 21 ] |
| нід. gevlekte ringslang фр. couleuvre à collier                 | Natrix helvetica (Lacépède, 1789)     | Natricidae | Squamata | —               | В основному поширений на півдні Валонії. У Фландрії трапляється спорадично: був зафіксований біля Калмтхаута, Гехтел-Ексела, Мелдерта, Бокрійка, Генка. Життєдіяльність тісно пов'язана з водоймами (як природними, так і штучними), однак поблизу них мають бути місця, де може погрітися на сонці |            | [ 23 ] [ 24 ] [ 25 ]        |
| Гадюка звичайна нід. adder фр. vipère péliade                   | Vipera berus (Linnaeus, 1758)         | Viperidae  | Squamata | LC              | У Фландрії описані дві популяції на півночі: одна поблизу Вуствезелю та Брехту, інша — біля Берсе та Ліллю. У Валонії змія трапляється у долині Массу, її територія на півночі закінчується на рівні Дінану, на заході — на рівні Шіме, на сході — на рівні Сент-Юберу. Полюбляє вологі та відносно прохолодні трав'янисті місцини, як-от вересові пустища, луки, узлісся. |            | [ 26 ] [ 27 ] [ 28 ] [ 29 ] |

## Потенційно нові та вимерлі види
| Українська назва              | Біноміальна назва                              | Родина   | Ряд        | Статус ЄЧС/МСОП | Ареал проживання | Зображення | Виноски       |
| ----------------------------- | ---------------------------------------------- | -------- | ---------- | --------------- | --- | ---------- | ------------- |
| Червоновуха черепаха звичайна | Trachemys scripta (Thunberg in Schoepff, 1792) | Emydidae | Testudines | NA              | Відповідно до низки джерел інтродукована до місцевої герпетофауни. Зокрема, відповідно до валлонських джерел, трапляється повсюдно у Валонії, особливо поблизу міст. Черепаха, однак, не є ані в списку HYLA, ані в списку «Rainne». |            | [ 30 ] [ 31 ] |